# Стелла Кренцбах
Сте́лла Кре́нцбах — предполагаемая или вероятней мнимая участница Украинской повстанческой армии, публикации о которой в виде автобиографического рассказа впервые появились в конце 1954 года на страницах двух небольших украинских эмиграционных изданий. Сообщалось, будто она была дочерью раввина из Болехова (ныне Ивано-Франковская область), с юности тесно связана с украинской культурной средой, подверглась советским и нацистским репрессиям, а в 1943 году присоединилась к рядам западноукраинского вооружённого подполья, где выполняла роль санитарки и разведчицы. Повествование кончается спасением С. Кренцбах, её переездом в Израиль с последующим трудоустройством в МИДе и пассажем про данное себе обещание рассказать «свободолюбивому миру» об «героической УПА» и важности восстановления украинской государственности.
У 1957 история была перепечатана в сборнике «В рядах УПА. Збірка споминів…» под редакцией историка Петра Мирчука, поместившего её последней. Впрочем, уже на следующий год Филипп Фридман и Богдан Кордюк — оба авторы-эмигранты родом со Львова, причем последний, будучи узником Аушвица и активистом ОУН — дезавуировали материал в газете «Сучасна Україна» (№ 15/194, 20 июля), не найдя подтверждений среди опрошенных ими участников УПА. Современный научный консенсус подтверждает их выводы.